# Gauro

O gauro (nome científico: Bos gaurus), também chamado de bisão-indiano, é a maior espécie de bovino selvagem do mundo, habita a Ásia e vive em bandos. O gauro possivelmente participou na formação do gado zebu, juntamente com o auroque.

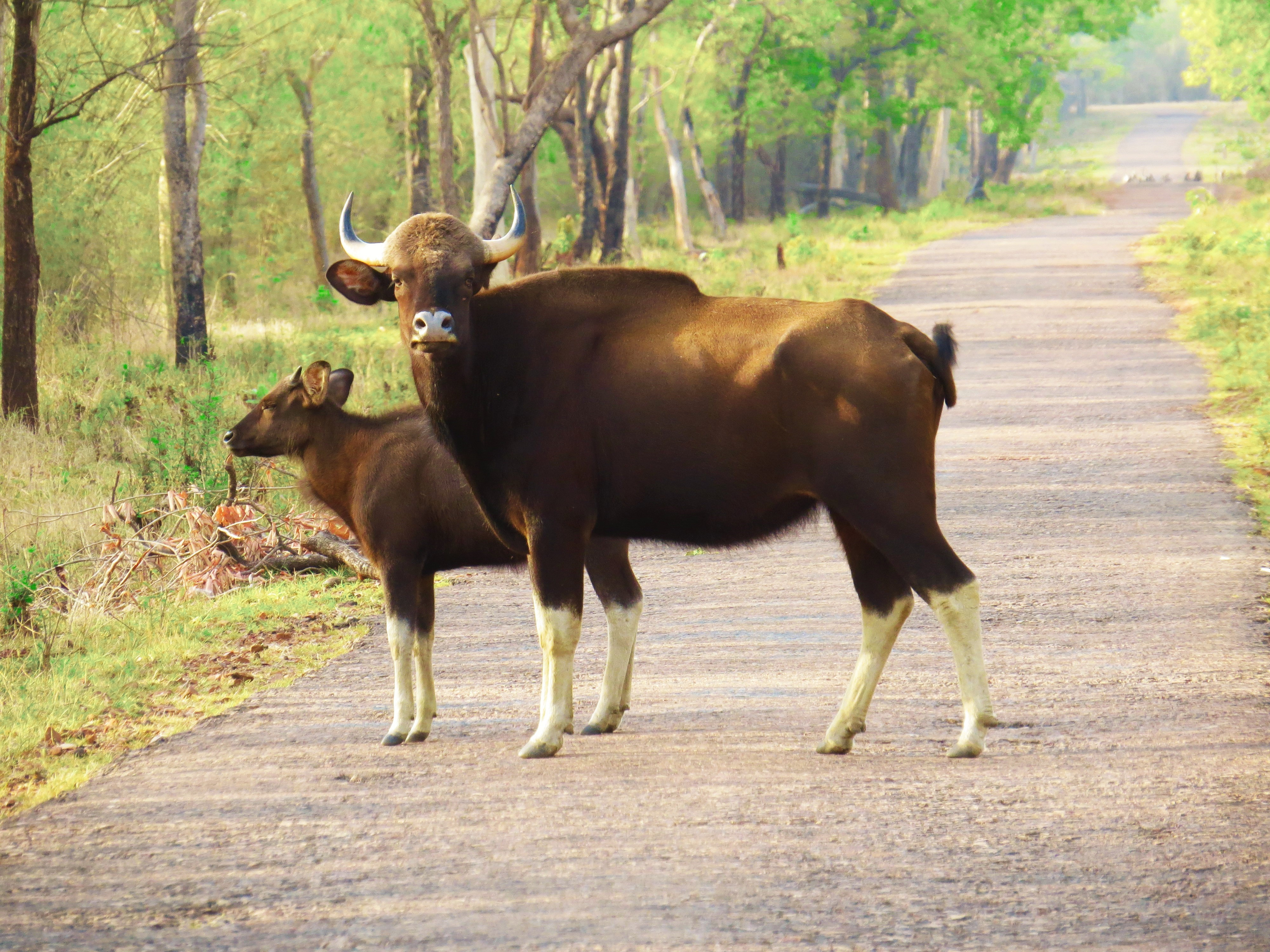
Gauros, fêmea com filhote

## Características
O gauro (Bos gaurus, anteriormente Bibos) é uma espécie primitiva de bovino que vive na Ásia do Sul e do Sudeste Asiático. As maiores populações são encontradas hoje na Índia. Pertence à subfamília Bovinae, que também inclui o bisonte, o gado doméstico, iaque e búfalo de água. O gauro é a maior espécie de gado selvagem, maior do que o búfalo africano, búfalo de água selvagem ou bisões. É também chamado de seladang ou, no contexto do turismo de safari, o "bisonte indiano". A forma doméstica do gauro é chamado Gayal ou mithun.
Os machos têm um corpo muito musculoso, com uma crista dorsal distintiva e uma barbela grande, que lhes da uma aparência muito poderosa. O gauro tem um comprimento de 250 a 330 cm, com uma cauda longa de 70 a 105 cm. A altura normalmente varia de 142 a 220 cm no ombro, com um média de 168 cm nas fêmeas e 188 cm nos machos, que são cerca de um quarto maiores e mais pesados que as fêmeas. A massa corporal pode variar amplamente de 440 a 1.000 kg nas fêmeas adultas e de 588 a 1.500 kg nos machos adultos. Na Índia, os gauros adultos machos pesam em média 840 kg, enquanto que na China a massa corporal média é de 1.200 kg. 
Os gauros estão entre os maiores animais terrestres existentes, somente os elefantes, rinocerontes, hipopótamos e girafas são maiores que esta espécie. Duas espécies que naturalmente coexistem com o gauro, o elefante-asiático e o rinoceronte-indiano, são também os únicos mamíferos da Ásia maiores que ele.

## Reprodução
O gauro tem um bezerro (ou ocasionalmente dois), após um período de gestação de cerca de 275 dias. Os bezerros são desmamados normalmente depois de sete a doze meses. A maturidade sexual ocorre no segundo ou terceiro ano. A vida útil de um gauro em cativeiro é de até trinta anos.

## Dieta
O gauro alimenta-se principalmente em gramíneas, ervas, arbustos e árvores, com a preferência de alta para as folhas. O gauro gasta 63% do seu tempo na alimentação diária. Pico de atividade alimentar foi observada na parte da manhã entre as 6h30 e 8h30 e no fim da tarde e no começo da noite entre 17h30 e 18h45. Durante as horas mais quentes do dia entre 13h30 e 15h30, eles descansam, à sombra de grandes árvores.

### Predadores
Graças ao grande porte, gauros são dificilmente visados como presas em potencial mas mesmo assim não estão totalmente ilesos de se tornarem ocasionais presas, os tigres estão entre os principais predadores dos gauros e chegando a abater até grandes indivíduos mesmo que tenha preferencia maior por filhotes com a espécie em geral sendo até 45.8% da dieta do felino na reserva de Bandipur, sendo junto como chital até 72.5% da dieta do tigre na reserva de Tadoba-Andhari.
Outros predadores menos perigosos incluem dholes, leopardos, ursos beiçudos, ursos pardos, leões, as vezes lobos cinzentos e répteis como pítons, crocodilos-persas, crocodilos-marinhos e até gaviais.

## Espécies afins
Um parente próximo é o gayal ou gaial (Bos frontalis), considerado por alguns autores como a forma doméstica do gauro ou uma sub-espécie denominada Bos gaurus frontalis. São também espécies próximas Bos javanicus ou Banteng e o Bos sauveli ou Kouprey.